# And in This Corner...
And in This Corner... è il terzo album discografico in studio del duo hip hop DJ Jazzy Jeff & the Fresh Prince, pubblicato nel 1989.

## Tracce
1. Then She Bit Me – 3:35
2. I Think I Can Beat Mike Tyson – 4:49
3. Jazzy's Groove – 3:43
4. Everything That Glitters (Ain't Always Gold) – 4:17
5. You Got It (Donut) – 4:56
6. The Girlie Had a Mustache – 4:32
7. The Reverend – 4:31
8. Who Stole My Car? – 4:57
9. The Men of Your Dreams – 4:52
10. Numero Uno – 4:08
11. Too Damn Hype – 5:41
12. Jeff Waz on the Beat Box – 5:42

## Formazione
- DJ Jazzy Jeff
- Will Smith